# South Bend Lions FC
El South Bend Lions FC es un equipo de fútbol de Estados Unidos que juega en la USL League Two, la cuarta división nacional.

## Historia
Fue fundado el 18 de septiembre de 2019 en la ciudad de South Bend, Indiana luego de que la USL League Two anunciara que para la temporada 2020 habría otro equipo representante de la región de los Grandes Lagos. Su propietario es Ritchie Jeune, quien también es elprincipal propietario del Kettering Town de Inglaterra que juega en la National League North, de los Shantou Lions FC de China y el Pickering FC de Canadá que actualmente juega en la League1 Ontario.
Como la temporada 2020 de la USL League Two fue cancelada por la Pandemia de Covid-19, fue hasta el 2021 que debutó en la liga, en la cual terminó en quinto lugar de su división y no clasificó a los playoffs.